# Famenne Ardenne Classic 2019
La Famenne Ardenne Classic 2019, terza edizione della corsa, valevole come evento dell'UCI Europe Tour 2019 categoria 1.1, si è svolta il 6 ottobre 2019 su un percorso di 180 km, con partenza ed arrivo a Marche-en-Famenne, in Belgio. La vittoria è stata appannaggio del belga Dimitri Claeys, che ha completato il percorso in 4h 46' 40" alla media di 43,784 km/h, precedendo l'altro belga Baptiste Planckaert e l'olandese Timo Roosen.
Sono stati 63 i ciclisti, dei 138 alla partenza, che hanno portato a termine la competizione.

## Squadre partecipanti
| N.      | Cod. | Squadra                   |
| ------- | ---- | ------------------------- |
| 1-7     | ICA  | Israel Cycling Academy    |
| 11-17   | LTS  | Lotto Soudal              |
| 21-27   | TJV  | Team Jumbo-Visma          |
| 31-37   | CCC  | CCC Team                  |
| 41-47   | WGG  | Wanty-Gobert Cycling Team |
| 51-57   | TDE  | Total Direct Énergie      |
| 61-67   | COF  | Cofidis                   |
| 71-76   | VCB  | Vital Concept-B&B Hotels  |
| 81-87   | PCB  | Team Arkéa-Samsic         |
| 91-97   | WVA  | Wallonie Bruxelles        |
| 101-107 | COC  | Corendon-Circus           |

| N.      | Cod. | Squadra                     |
| ------- | ---- | --------------------------- |
| 111-117 | SVB  | Sport Vlaanderen-Baloise    |
| 121-127 | ROC  | Roompot-Charles             |
| 131-137 | RIW  | Riwal Readynez Cycling Team |
| 141-147 | RLY  | Rally UHC Cycling           |
| 151-156 | EUS  | Euskadi-Murias              |
| 161-167 | IAM  | IAM Excelsior               |
| 171-177 | CIB  | Cibel                       |
| 181-187 | LPC  | Leopard Pro Cycling         |
| 191-197 | BRT  | BEAT Cycling Club           |
| 201-207 | TDA  | Dauner D&DQ-Akkon           |

## Ordine d'arrivo (Top 10)
| Pos. | Corridore            | Squadra       | Tempo    |
| ---- | -------------------- | ------------- | -------- |
| 1    | Dimitri Claeys       | Cofidis       | 4h06'40" |
| 2    | Baptiste Planckaert  | Wallonie      | a 5"     |
| 3    | Timo Roosen          | Jumbo         | a 7"     |
| 4    | Anthony Turgis       | Total         | a 11"    |
| 5    | Remy Mertz           | Lotto-Soudal  | a 14"    |
| 6    | Mathieu van der Poel | Corendon      | a 17"    |
| 7    | Mike Teunissen       | Jumbo         | s.t.     |
| 8    | Maurits Lammertink   | Roompot       | s.t.     |
| 9    | Christophe Noppe     | Sport Vlader. | s.t.     |
| 10   | Lawrence Naesen      | Lotto-Soudal  | s.t.     |